# Hervé Chabalier
Hervé Chabalier, né le 7 septembre 1945 à Langogne (Lozère), est un journaliste et animateur de télévision français.

## Biographie

### Jeunesse et études
Petit-fils d'agriculteurs en Lozère, enfant de professeurs, Hervé Chabalier naît en Lozère et passe sa jeunesse entre l'Espagne de Franco et l'Afrique.
Titulaire d'une licence d'histoire à la Sorbonne, il entre au Centre de formation des journalistes (CFJ), où il s’impose comme leader de la contestation estudiantine. Proche de l'UNEF et militant fondateur de la Jeunesse communiste révolutionnaire, dont il est un des responsables du service d'ordre, jusqu'à son entrée au CFJ, après laquelle il s'en désengage, il participe cependant activement à mai 68.

### Carrière journalistique
Après un passage à RTL et l'AFP en 1969, puis au service de politique intérieure sur la première chaîne de télévision française, il entre en octobre 1972 comme grand reporter au service « Notre époque » du Nouvel Observateur.
Les sujets de société qu'il traite sont souvent politiquement brûlants (avortement, liberté sexuelle, toxicomanie). Il a le droit de publier ses enquêtes sur le racisme, la toxicomanie ou la réforme de l’ORTF (1974), dans le cadre des documents de la semaine. Il traite aussi des mouvements régionalistes basque, occitan ou corse. Ainsi, il met un pied dans le service « Événement », ce qui lui permet d’écrire certains articles de politique étrangère, sur la dictature des colonels en Grèce ou l’agonie du franquisme en Espagne (mars 1974).
Il profite du lancement du Matin de Paris pour quitter l’hebdomadaire. Il y occupe le poste de grand reporter au service « Événement », ses reportages lui valant le prix Albert-Londres en 1979, jusqu’à ce qu’il soit promu rédacteur en chef du Matin magazine en 1981. En 1982, il quitte la presse pour devenir rédacteur en chef du journal de 13 heures d'Antenne 2. « Étouffé », il démissionne de ce poste l'année suivante, et se lance dans la production pour les magazines Carte de presse et Dimanche plus, puis prend la direction de Sygma télévision de 1985 à 1989.

### Création de CAPA: Chabalier Associated Press Agency
En 1989, il crée l'agence de presse et de télévision CAPA (Chabalier Associated Press Agency), spécialisée dans les grands reportages et les documentaires. Il crée et produit l'émission « 24 Heures », diffusée sur Canal+ dans les années 1990, et lance l'émission hebdomadaire consacré au SIDA, « Ruban rouge », sur France 3 en avril 1994. Il diversifie les activités de sa société via les filiales « Entreprises », « Barcelona », « Production » et « Capa Drama », consacrée à la fiction.
Toujours à la tête de Capa, il poursuit la production d'émissions télévisées consacrées à l'information, comme On aura tout lu ! sur la Cinquième en 2001, et Madame, Monsieur, bonsoir sur France 5 en 2006, qu'il coprésente avec David Pujadas, puis son adaptation en jeu en 2007, ou encore le magazine de reportage en caméra cachée Les Infiltrés sur France 2 en 2008.
En 2004, il publie Le Dernier pour la route aux éditions Robert Laffont, autobiographie consacrée à sa cure contre l'alcoolisme, qui l'amène à remettre en novembre 2005 un rapport à la demande du ministre de la Santé, intitulé Alcoolisme : Un déni national. Le livre est la source d'un film du même titre, sorti en 2009 ; il est réalisé par Philippe Godeau, et François Cluzet y joue le rôle d'Hervé Chabalier.
Membre de la commission pour une nouvelle télévision publique en 2008, il intègre en février 2009, le Conseil de la création artistique animé par Marin Karmitz à la demande de Nicolas Sarkozy.

## Résumé de carrière

### Parcours en radio
- 1969 : collaborateur de RTL
- étés 2013 et 2014 : animateur de l'émission dominicale Le Grand Débat sur Europe 1[5],[6]
- ?-? : polémiste dans l'émission On refait le monde sur RTL

### Filmographie
- 1981 : Charter pour l'enfer (coréalisateur, prix Ondas, Emmy Award, prix Italia) ;
- 1984 : Soldat de la honte (coréalisateur et producteur)
- 1994 : Une vie de prof (réalisateur, FIPA d'or)
- 2009 : L'École du pouvoir (coréalisateur)

### Publication
- 2004 : Le dernier pour la route (Éditions Robert Laffont)

## Distinctions

### Récompenses
- 1979 : prix Albert-Londres
- 1996 : prix du Producteur français de télévision

### Décoration
- 2008 :  Officier de la Légion d'honneur